# Accidente del DHC-2 Beaver de 2021
El accidente del DHC-2 Beaver de 2021 ocurrió el jueves 8 de julio de 2021 poco antes de las 19:30 (hora local) cuando un pequeño avión que iba a transportar unos paracaidistas, se estrelló poco después del despegue matando a 8 personas a bordo, dejando a una herida, pero murió después de unas horas el mismo día debido a sus heridas. Se cree que las muertes fueron por causa del incendio posterior del impacto.
Es el accidente más mortal de un avión tipo de Havilland Canada DHC-2 Beaver.

## Aeronave
La aeronave era un de Havilland Canada DHC-2 Beaver construido en 1966, propulsado con un motor turbohélice, Wasp Junior y con número de serie 1629TB17. Ingresó a Suecia en abril de 1989 con matrícula N4482. Un mes después, en mayo, el avión se le fue entregado con nuevo registro, SE-KKD, a la agencia de paraciadismo, Skånes Fallskarmsklubb, fundada en 1963. Ésta lo tuvo durante un par de décadas hasta 2016, cuando se le fue dado a otra agencia de paracaidismo, Kalle David Flyg AB, manteniendo el mismo registro. Después en julio de 2020, otra vez Skånes Fallskarmsklubb la poseyó alquilándosela a Kalle David Flyg AB.

## Acontecimientos
El aparato despegó del aeropuerto de Örebro, en el municipio y provincia del mismo nombre, en Suecia. Poco después del despegue, cuando se alzaba, el avión cayó, se estrelló "incontrolablemente", bajó una colina sin control y se incendió en el impacto más o menos a las 19:23, dice Lars Hedelin, portavoz de prensa de la policía.
Algunos testigos, como los hermanos João y Diogo Dias que trabajan en el aeropuerto, dijeron que escucharon un sonido estrepitoso y salieron corriendo a la pista con sus colegas cuando escucharon una explosión. "Entonces salimos y vimos a mucha gente salir corriendo del club de paracaidistas con las manos frente a la cara y preocupados", agrega João Dias. "Observamos también el humo y entendimos que había pasado algo, pero no se supo qué", testificaron ambos. Su hermano Diogo dice que "se sienten pequeños" porque no pudieron hacer nada para ayudar.
Como se dijo, el avión se incendió después del accidente, pero el servicio de rescate del aeropuerto lo extinguió.
Jpakim Berlin, instructor en el Stockholms Fallskarmsklub, dijo a la emisora SVT que fueron "nueve de nuestros camaradas los que perecieron, miembros de nuestra familia de paracaidistas", aunque uno fue trasladado a un hospital con signos vitales y gravemente herido, murió después el mismo día. Iba un piloto y ocho paracaidistas.
Carl-Johan Linde, vocero de la Administración Marítima Sueca, que supervisa el tráfico aéreo, dijo a la emisora SVT que la caída se debió probablemente a problemas relacionados con el despegue.
"Algo sucedió en medio de la pista. El avión no tomó mucha altura antes de caer a la izquierda de la pista", dijo Peter Swaffer, jefe departamental de la Autoridad de Investigación de Accidentes, al diario Aftonbladet. No entró en más detalles.
El avión accidentado se había alquilado en Skåne para una llamada "semana de salto" que tiene lugar entre el 5 y el 9 de julio, informa DN. 
Una semana de salto es una semana en la que se lanza en paracaídas todos los días, a veces viene gente de todo el país para estas semanas de salto, dice Anna Oscarsson, gerente de comunicaciones de la Asociación Sueca de Paracaidistas a DN , y le dice que el avión en cuestión ha sido utilizado. en Skåne "durante muchos años".

## Investigación
La Comisión Sueca de Investigación de Accidentes ha estado involucrada en la investigación del accidente, que durante su informe preliminar dijo:
Los restos de la aeronave se han transportado a las instalaciones de SHK en Strängnäs para realizar más investigaciones. Se espera que el trabajo de investigación continúe durante un período más largo. Durante la etapa inicial del trabajo, la atención se centra en recopilar tantos datos como sea posible que sean importantes para el evento. Cuando se completa la recopilación de hechos, la investigación entra en la siguiente fase donde se analizan los hechos recopilados. El trabajo de análisis tiene como objetivo aclarar el curso de los eventos, identificar los factores que afectaron el curso y sus consecuencias, identificar las deficiencias de seguridad que hayan afectado y, de ser posible, determinar las causas del evento y el municipio de Örebro ha establecido un centro de apoyo en caso de crisis en el aeropuerto para familiares, con recursos postales".

### Causas
Luego de casi dos años, se concluyó que fue probable que se perdiera el control de la aeronave en relación con la retracción de los flaps de las alas en una situación en la que las fuerzas de la palanca eran altas debido a una posición anormal de compensación del elevador, mientras que la aeronave estaba inestable debido a que tenía la cola pesada y anormalmente ajustada. La baja altitud no fue suficiente para recuperar el control de la aeronave.

#### Factor
La causa del accidente fue que se produjeron varios errores de seguridad en la operación, lo que provocó que el margen de seguridad fuera mínimo para un vuelo seguro.